# Allophorocera arator
Allophorocera arator là một loài ruồi trong họ Tachinidae.